# Julian Walker
Julian Walker (* 10. September 1986 in Bern) ist ein ehemaliger Schweizer Eishockeyspieler, der zuletzt bis zum Saisonende 2023/24 beim HC Lugano in der National League A unter Vertrag stand.

## Karriere
Julian Walker begann seine Karriere in der Juniorenabteilung des SC Bern. Sein NLA-Debüt gab er am 17. September 2004 gegen die Kloten Flyers. Er absolvierte einige Spiele für den SC Langenthal in der National League B. 2005 erhielt Walker seinen ersten Profivertrag beim EHC Basel. Am 29. November 2005 erzielte er im Spiel gegen den HC Lugano sein erstes NLA-Tor. Nachdem der Klub 2008 abgestiegen war, wechselte er zum HC Ambrì-Piotta. In Ambrì war Walker einer der Leistungsträger. Auf die Saison 2012/13 wechselte er zum Genève-Servette HC. Kurz vor Beginn der Saison 2013/14 wechselte er ins Tessin zum HC Lugano. Nach der Saison 2023/24 beendete er seine aktive Karriere.

### International
Walker nahm für die Schweiz an der U18-Junioren-Weltmeisterschaft 2004 der Division I teil, bei der er mit seiner Mannschaft den Aufstieg in die Top-Division erreichte. 2005 und 2006 nahm er an den U20-Junioren-Weltmeisterschaften teil.
An der Weltmeisterschaft 2013 war Walker das erste Mal Teil des A-Kaders und gewann die Silbermedaille.

## Erfolge und Auszeichnungen
- 2004 Aufstieg in die Top-Division bei der U18-Junioren-Weltmeisterschaft der Division I
- 2013 Silbermedaille bei der Weltmeisterschaft

## Karrierestatistik

### International
Vertrat die Schweiz bei:
- U18-Junioren-Weltmeisterschaft 2004 der Division I
- U20-Junioren-Weltmeisterschaft 2005
- U20-Junioren-Weltmeisterschaft 2006
- Weltmeisterschaft 2013

(Legende zur Spielerstatistik: Sp oder GP = absolvierte Spiele; T oder G = erzielte Tore; V oder A = erzielte Assists; Pkt oder Pts = erzielte Scorerpunkte; SM oder PIM = erhaltene Strafminuten; +/− = Plus/Minus-Bilanz; PP = erzielte Überzahltore; SH = erzielte Unterzahltore; GW = erzielte Siegtore; 1 Play-downs/Relegation; Kursiv: Statistik nicht vollständig)